# Kees van Doorne

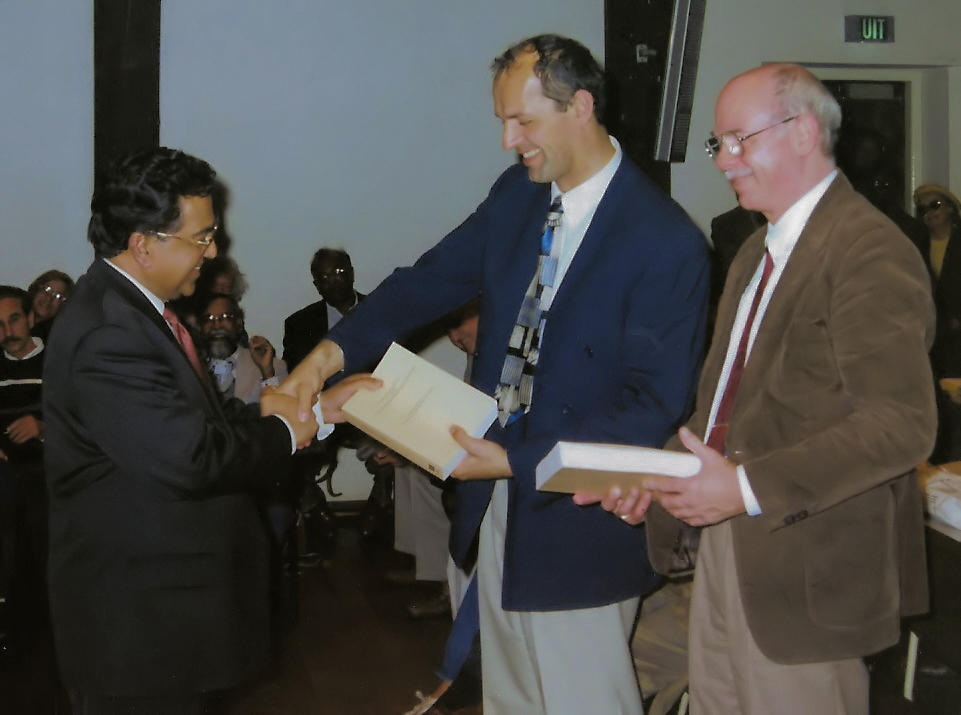
Kees van Doorne (rechts) en Michiel van Kempen reiken het eerste exemplaar van de Suriname-catalogus uit aan de Surinaamse ambassadeur Evert Azimullah, 16 juni 1995

Kees van Doorne (Amsterdam, 20 april 1938 – aldaar, 29 maart 2005) was een Nederlands bibliothecaris, Surinamist en (amateur)dichter.
Notariszoon Kees van Doorne volgde een bibliothecarisopleiding en werkte van 1967 tot 1988 in de Piersonkamer van de Universiteitsbibliotheek van Amsterdam, de afdeling waar de titelbeschrijvingen worden gemaakt. Hij was tevens vakreferent Surinamistiek voor deze bibliotheek. Van Doorne publiceerde over bibliografie, homoseksualiteit, Sranantongo en Surinaamse literatuur (onder meer over Albert Helman en Eugène Rellum) in tijdschriften als Onze Taal, Homologie, Oso, Tijdschrift voor Surinaamse taalkunde, letterkunde en geschiedenis, Open en de American Association for Netherlandic Studies Newsletter. Hij was ook bestuurslid van de (inmiddels ontbonden) Stichting Bibliografie van Suriname. Zijn naam zal echter altijd verbonden blijven met de Suriname-catalogus van de Universiteitsbibliotheek van Amsterdam die hij samen met Michiel van Kempen vervaardigde en die na jarenlange voorbereiding in 1995 verscheen. Het werk bevat 8000 titelbeschrijvingen van werken aanwezig in het hoofdgebouw van de Universiteitsbibliotheek, de 14 faculteitsbibliotheken en de circa 70 instituutsbibliotheken verspreid over Amsterdam. De presentatie van de catalogus ging gepaard met een expositie en de verschijning van het bibliofiele uitgaafje van De Ammoniet, Suriname verbeeld.
Kees van Doorne, worstelend met een drankprobleem, droeg ook met gedichten bij aan een bloemlezing met de veelzeggende titel Proza, poëzie en spiritualia (1997).  

## Over Kees van Doorne
- Els Moor, 'Kees van Doorne over Suriname-Catalogus van de U.B. Amsterdam Over elk hoekje van Suriname is geschreven.' In: De Ware Tijd Literair, nr. 418, zaterdag 16 maart 1996.
- Michiel van Kempen, 'In Memoriam Kees van Doorne (1938-2005).' In: Oso, Tijdschrift voor Surinaamse taalkunde, letterkunde en geschiedenis, 24 (2005), nr. 1, mei, pp. 238-239.

- Bibliothèque nationale de France: cb14540626r (data)
- Digitale Bibliotheek voor de Nederlandse Letteren: door032
- International Standard Name Identifier: 0000 0000 4414 7240
- Library of Congress Control Number: n97095763
- Nederlandse Thesaurus van Auteursnamen: 107551160
- Virtual International Authority File: 51927882
- WorldCat: E39PBJh4r4ThtBkfphr6wqPvpP